# Gustav Winckler
Pour les articles homonymes, voir Winckler.
Gustav Frands Wilzeck Winckler, né le 13 octobre 1925 à Copenhague et mort le 20 janvier 1979 à Viborg, est un chanteur, compositeur et musicien danois.

## Biographie
Après sa victoire au Dansk Melodi Grand Prix, Gustav Winckler est choisi pour représenter le Danemark lors du Concours Eurovision de la chanson en 1957, la première édition à laquelle la nation participe. Il chante Skibet skal sejle i nat (Le bateau va prendre la mer ce soir) avec Birthe Wilke. Le duo se classa troisième avec dix points derrière la France (2e) et les Pays-Bas (vainqueur).